# Арзинка (посёлок)
А́рзинка — посёлок в Починковском районе Нижегородской области.

## География
Находится в южной части Нижегородской области у железнодорожной линии Лукоянов — Саранск на расстоянии приблизительно 16 километров по прямой на северо-запад от села Починки, административного центра района.

## История
Посёлок образовался в 1910 в связи со строительством помещиком Струговщиковым винокуренного завода. В 1929 году организован колхоз «Четвёртый завершающий год пятилетки», с 1949 совхоз «Арзинский», в 1970 работал откормсовхоз «Починковский». Всё советское время работал Арзинский спиртзавод (ныне ликвидирован). Ныне остались только магазины и бюджетные учреждения. До 2020 года входил в состав Василево-Майданского сельсовета.

## Население
Постоянное население составляло 752 человека (русские 98 %) в 2002 году, 724 в 2010.